# تیلور نیب
تیلور نیب (انگلیسی: Taylor Knibb؛ زادهٔ ۱۴ فوریهٔ ۱۹۹۸) ورزشکار ورزش سه‌گانه زن اهل ایالات متحده آمریکا است.
وی در مسابقات کشوری و بین‌المللی در مجموع برندهٔ ۱ مدال نقره شده‌است.